# Henriette de Coligny de La Suze
Henriette de Coligny, comtesse de Haddington et de La Suze, née en 1617 à Châtillon-Coligny (Loiret) et morte le 10 mars 1673 à Paris, est une femme de lettres française, poétesse et salonnière du mouvement des Préciosités, ainsi que dame d'honneur de la reine Anne d'Autriche.

## Biographie

### Famille et conversion
Henriette de Coligny naît en 1617 à Châtillon-Coligny dans le Loiret.
Elle a pour mère Anne de Polignac (1598-1651) et pour père le comte puis duc Gaspard III de Coligny, maréchal de Châtillon et de France, et pour arrière-grand-père l'Amiral de Coligny. Elle a 2 jeunes frères Maurice (1618-1644) et Gaspard IV (1620-1649) et une jeune soeur Anne (1624-1699).
Elle appartient par sa naissance à un milieu de huguenots militants et épouse le 9 août 1643 Thomas Hamilton, 3e comte de Haddington (en), qu'elle suit jusqu'en Écosse. Rapidement veuve le 8 février 1645, elle revient en France. Sa famille lui fait épouser, le 26 juin 1647, Gaspard de Champagne (1618-20 août 1694)(Champagne-Parcé ou Champagne en Anjou, cf. l'article Mathefelon-note 13), comte de La Suze et lieutenant général des armées du roi.
Elle échappe bientôt à la vie recluse que celui-ci lui fait mener dans ses châteaux de la Suze, près du Mans ou de Lumigny, près de Meaux, et vient s'installer à Paris. Elle se convertit en 1653 au catholicisme mondain, plus tolérant pour les plaisirs de la vie. Pourvus d'une parfaite aversion l'un pour l'autre, les deux époux finissent par se séparer. Une anecdote rapporte que lorsque l'on demanda à la comtesse de La Suze, la raison de sa bruyante conversion au catholicisme, celle-ci répondit « c'est afin de ne me pas trouver avec mon mari en l'autre monde non plus qu'en celui-ci ». Cette nouvelle catholique dont la conversion est une victoire sur le nom qu'elle porte, est menée à l'autel par la reine elle-même. Les protestants ne lui pardonneront pas.

### Carrière littéraire
En arrivant à Paris, Henriette de Coligny devient dame d'honneur de la reine Anne d'Autriche. Elle se trouve alors le centre d'une société où l'esprit est voué à la poésie et à la galanterie, société plus éclectique et plus libre que celle de l'hôtel de Rambouillet. Ninon de Lenclos, Christine de Suède, Madeleine de Scudéry sont ses amies. Elle écrit, au milieu d’une vie de dissipation et de mœurs légères, au cours de laquelle elle a à la fois une réputation de beauté, d’esprit et de talent.
On croit qu’elle a des collaborateurs, comme Jean Regnault de Segrais, Gilles Ménage, Adrien-Thomas Perdou de Subligny, Gédéon Tallemant des Réaux, etc. pour ses pièces de vers, qui ont d’ailleurs été mêlées à d’autres pièces de divers poètes contemporains dans des recueils successifs. Imprévoyante cigale, elle se ruine en procès. Elle obtient difficilement en 1661, l'annulation de son mariage ; il lui en coûte vingt-cinq mille livres à rembourser aux de la Suze. Elle perd l'héritage Coligny dans un procès contre sa belle-sœur Mme de Châtillon.
Mais ses déboires la touchent peu, car sa vie est vouée à la passion et à la littérature. On lui prête maintes liaisons, avec le comte de Lude, avec Henri de Guise, et avec le poète Hercule de Lacger (1605-1670). Ses premiers vers paraissent en 1653. Ils enrichiront de nombreux recueils collectifs de poésie galante. Il s'agit pour la plupart d'odes de chansons, de madrigaux, de rondeaux, de stances. Mais Henriette de Coligny est remarquable surtout par ses Élégies qui lui confèrent une place unique dans la poésie du XVIIe siècle. Elle est fort proche du poète René de Bruc de Montplaisir, frère de la marquise du Plessis-Bellière.
Le critique oraculaire qu'est Boileau a pourtant tranché en 1700, disant que ses élégies étaient « d'un agrément infini ». Un de ses familiers, le père Pierre Le Moyne, spécialiste jésuite de la dévotion mondaine, lui a attribué une très belle devise latine « Non urar tacita » (trad. « Je ne saurais brûler et me taire »).

## Œuvres
- Poésies de Mme la comtesse de La Suse (Charles de Cercy Paris, 1666, in-12) Lire en ligne sur Gallica
- Recueils de poésies galantes (Paris, 1668, 2 vol. in-12 ; 1684, 4 parties in-12 ; Lyon, 1695, 4 vol. in-12 ; Paris, 1698, 4 vol. in-12).
- Henriette de Coligny, comtesse de La Suze, Élégies, chansons et autres poésies, Mariette Cuénin-Lieber (éd.), Paris, Classiques Garnier, 2017.
  - data BNF

## Sources
- Gustave Vapereau, Dictionnaire universel des littératures, Paris, Hachette, 1876, p. 1198
- Jean-Pierre de Beaumarchais Dictionnaire des Littératures de langue Française Édition Bordas.
- Notice et quelques poèmes dans Les Muses françaises d'Alphonse Séché
- Émile Magne Madame de la Suze et la Société précieuse (documents inédits, bibliographie), PARIS 1908.